# Ägyptomanie

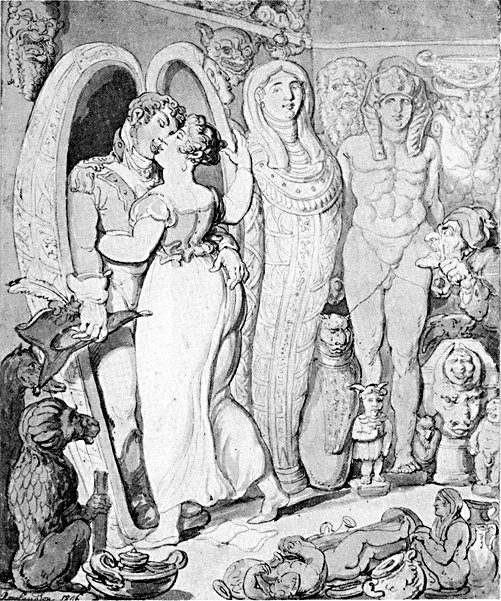
Thomas Rowlandson, Egyptomania, 1806.

Ägyptomanie ist eine seit der Antike bekannte Ausprägung der Begeisterung für alles Altägyptische, daher auch Ägypten-Mode oder Ägyptophilie genannt. Die Thematik ist eng mit der Ägyptenrezeption verknüpft.
Bereits in der Antike wurde Ägypten als anders und fremd wahrgenommen. Herodot widmete sich im zweiten Buch seiner Historien ausführlich dem altägyptischen Reich. Dort wird Ägypten unter anderem als ein „Wunderland“ beschrieben, das generell als Gegenpol zum antiken Griechenland fungierte. Denn, laut Herodot, funktionierte das Leben im Alten Ägypten komplett gegensätzlich zum Leben in Griechenland. Über die Glaubwürdigkeit der Aussagen des Herodot gibt es eine lange Debatte.
Dennoch haftet teilweise bis heute das Stigma an Ägypten, dass dieses Land „anders“ und „faszinierender“ als andere Länder ist. Grundlegend für die moderne Ägyptenbegeisterung war die Ägyptische Expedition Napoleon Bonapartes in den Jahren von 1798 bis 1801. Bei dieser Expedition wurde unter anderem der sogenannte Stein von Rosette, welcher später der Schlüssel zur Entzifferung der Hieroglyphen wurde, gefunden. Dadurch wurde auch eine bereits existierende Vorliebe für die ägyptische Kultur noch weiter verstärkt und in ganz Europa verbreitet. Diese Mode reichte von der Kleidung bis hin zur Architektur und Innenraumgestaltung und wird als Neuägyptischer Stil bezeichnet. Die von Jean-Francois Champollion am 14. September 1822 verkündete Entschlüsselung der Ägyptischen Hieroglyphen führte zu einem Höhepunkt der Ägyptenbegeisterung.
Eine ähnliche Wirkung in Europa hatte die Auffindung des Grabes des Tutanchamun durch Howard Carter im Jahr 1922 und die 1924 folgende Ausstellung der Büste der Nofretete. Sie war 1912 bei Ausgrabungen der Deutschen Orient-Gesellschaft freigelegt worden. Neben der künstlerischen Faszination trugen nun auch Schauergeschichten zur Faszination um das Alte Ägypten bei.
Dieses Phänomen zeigt sich auch in modernen, zeitgenössischen Medien. In Filmen, wie beispielsweise Fluch des Pharao oder Stargate, fungiert Ägypten als eine Art magischer Marker und die Pyramiden werden unter anderem als ein Portal in eine andere Welten inszeniert. Auch in der Musik wird Ägypten häufig aufgegriffen. Dabei lassen sich in jedem Genre derartige Anspielungen finden. In Opern wie Mozarts Zauberflöte oder Giuseppe Verdis Aida wird stark auf Ägypten als Marker zurückgegriffen. Aber auch in vollkommen anderen Musikrichtungen, wie beispielsweise Pop, was sich gut am Beispiel des Liedes Dark Horse zeigt, oder Metal, wie das Album Powerslave veranschaulicht, wird Ägypten immer wieder rezipiert und vollkommen unterschiedlich im Szene gesetzt.
Auch in der Kunst spielt die Ägyptomanie eine wichtige Rolle. Der Begriff des Orientalismus bezeichnet eine westlich-europäisch, eurozentristische Sichtweise auf die arabische Welt. Hier ist der Einfluss und die Umsetzung der Inspiration durch das Alte Ägypten ein häufig auftretendes Element. Dabei wird die lokale Bevölkerung häufig als unterworfen, erotisiert oder stereotypisiert dargestellt. Die sogenannte Orientalismusdebatte kritisiert die Trennung von Orient und Okzident. Dabei existieren drei zentrale Thesen, welche wie folgt lauten. Orientalismus diene (macht-)politischen Interessen, Orientalismus bestätige Europa in einer gewissen kulturellen und intellektuellen Überlegenheit und Orientalismus bekräftigt die von Vorurteilen geprägte und stereotypisierte Sicht auf die arabische Kultur.
Johann Joachim Winckelmann, der Wert auf die ikonographische Beschreibung der Bildwerke am Original legte und somit Kunstwerke äußerlich aber nicht inhaltlich analysierte, teilte die griechische Kunst in vier Stile ein. Den älteren, hohen, schönen und nachahmenden Stil. Dabei inszenierte auch Winckelmann Ägypten als das Gegenstück zu Griechenland und unterschied zwischen der ästhetischen Kunst der alten Griechen und der Nachahmung der Natur durch die alten Ägypter.
Mit dem immer häufiger werdenden archäologischen Funden aus dem Alten Ägypten wurde der sogenannte Historismus in der Kunst immer populärer. Dabei wurden reale historische Funde beispielsweise in Theaterkulissen integriert, dienten so der Unterhaltung und wurden aus ihrem eigentlichen Kontext gerissen. Und auch Stilmerkmale der altägyptischen Kunst wurden in jüngeren Kunstwerken wieder aufgegriffen, was sich beispielsweise in „Ta Matete“ aus dem Jahr 1892 von Paul Gauguin erkenne lässt.

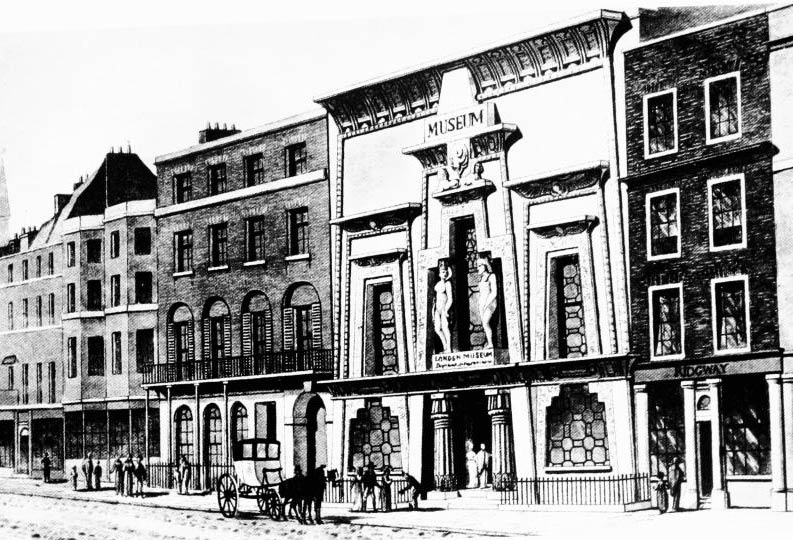
Die Ägyptische Halle des Architekten und Kunstsammlers Thomas Hope (1796–1831) in Piccadilly, London 1815
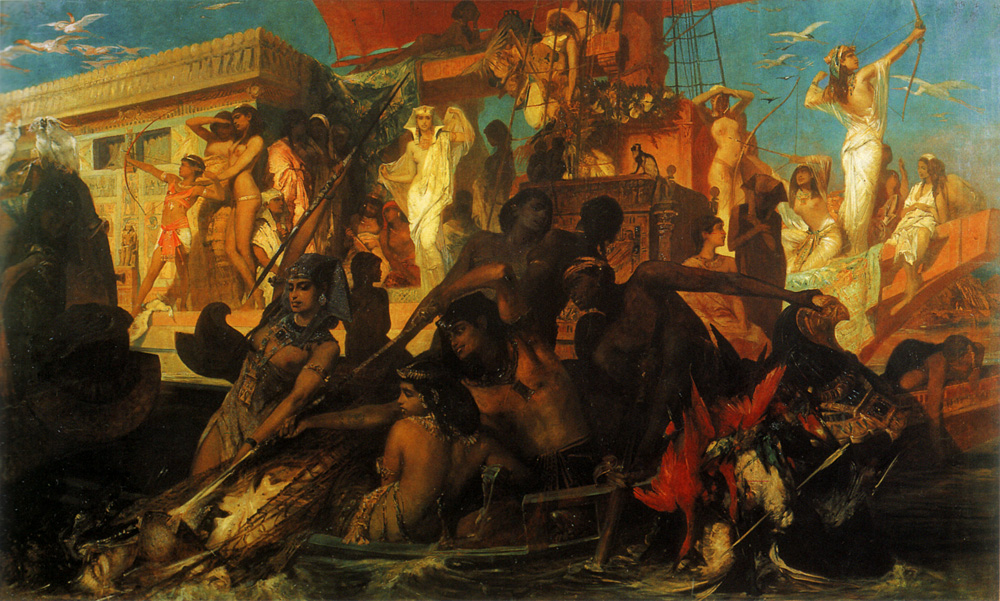
Hans Makart, Die Niljagd der Kleopatra
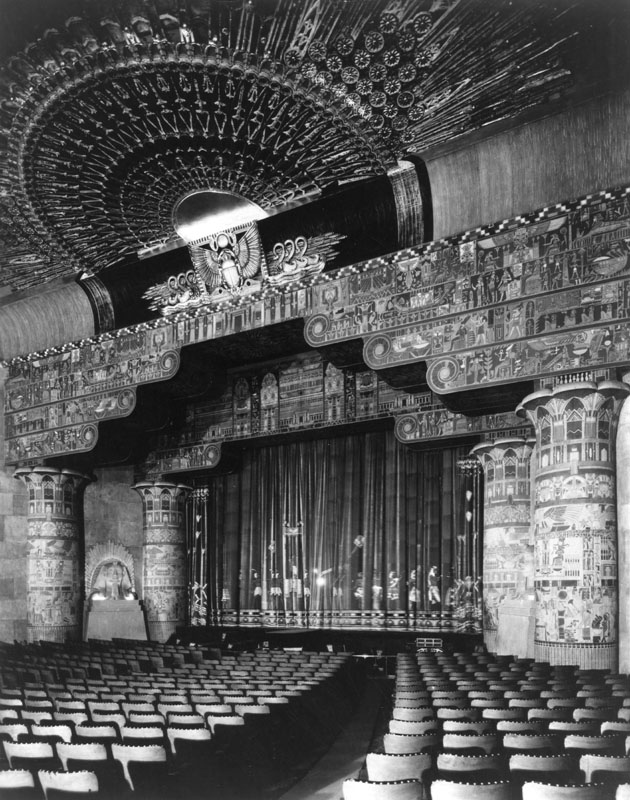
Grauman’s Egyptian Theatre, eröffnet 1922 in Hollywood, Kalifornien. Carter entdeckte das Grab des Tutanchamun zwei Wochen später.
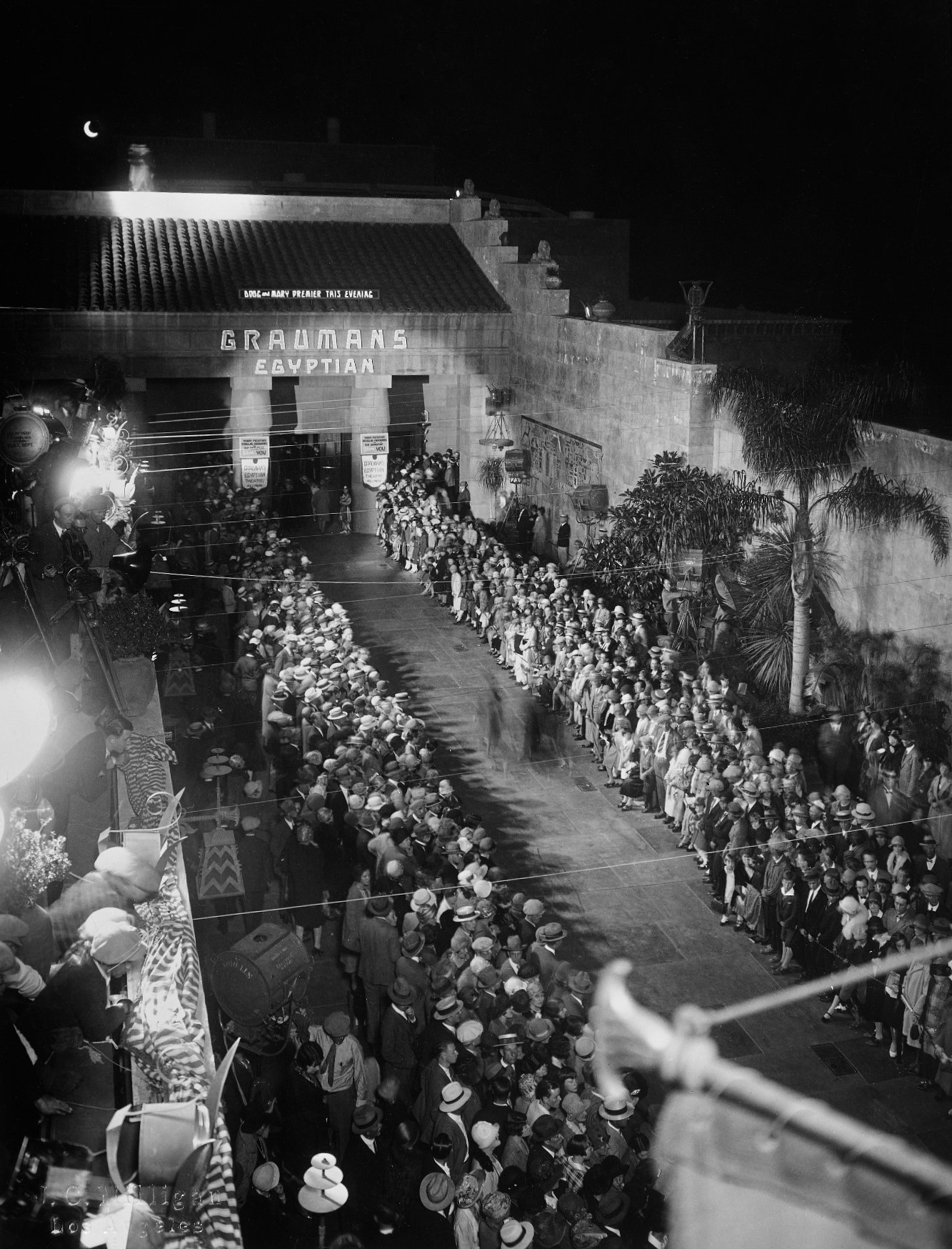
Außenansicht von Graumans Ägyptischem Theater, 1922.
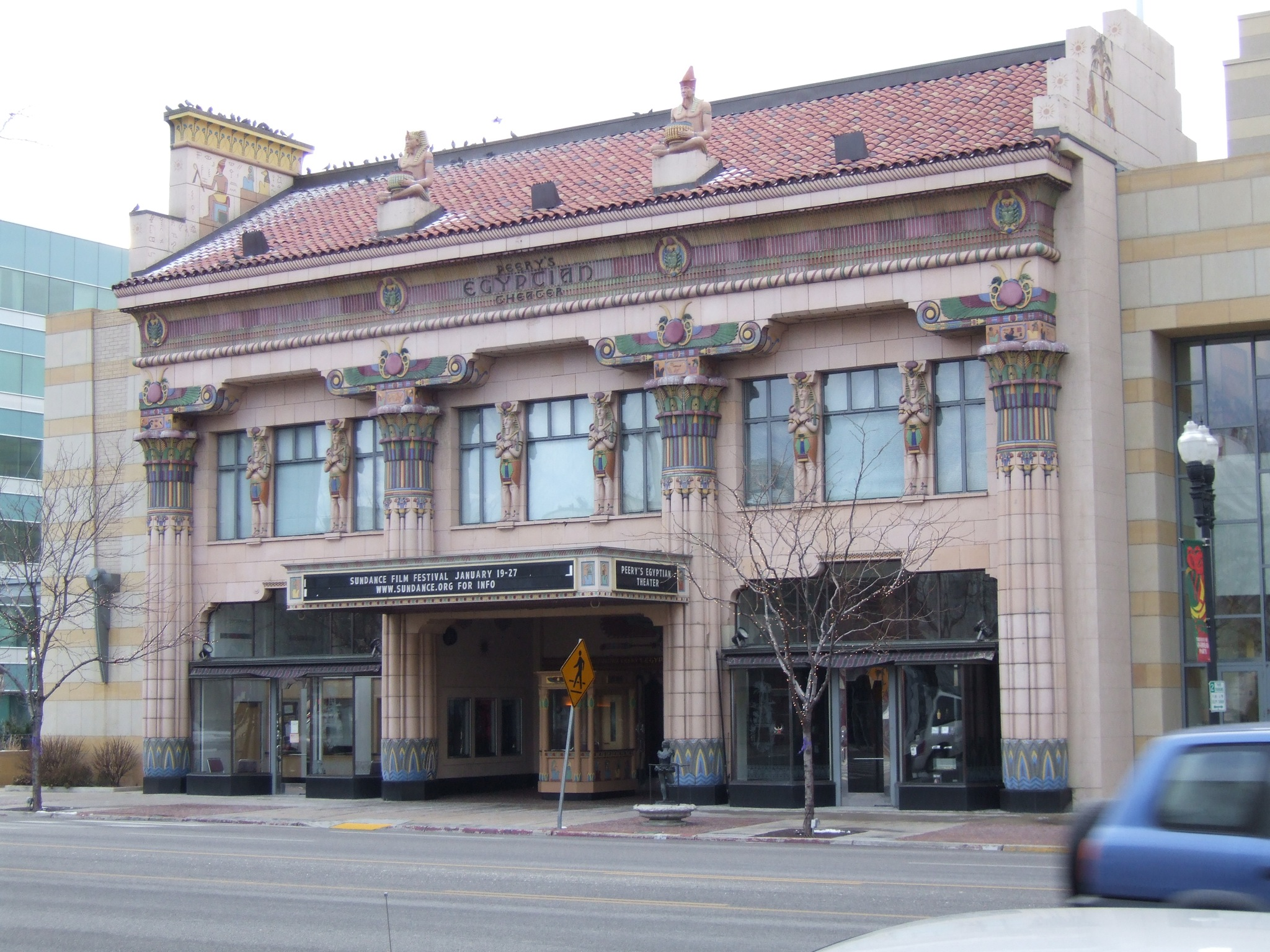
Ägyptisches Theater in Ogden, Utah, erbaut 1923, wiederhergestellt 1997.